# Oliver Lieb

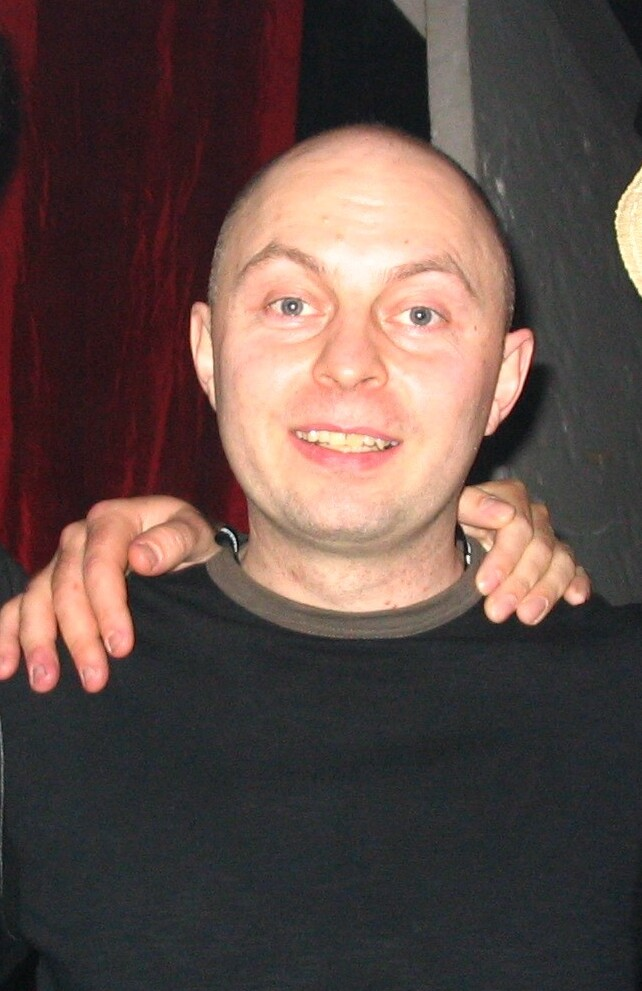
Oliver Lieb

Oliver Lieb (* 1969 in Frankfurt am Main) ist ein Musikproduzent im Bereich der elektronischen Musik (im Besonderen Techno und Trance). Mit mehr als 100 Veröffentlichungen gilt er als einer der produktivsten Künstler seiner Branche. Auch als DJ tritt er regelmäßig auf.

## Biographie
Erste musikalische Erfahrungen sammelte Oliver Lieb als Bassist in Soul- und Funk-Bands. Seine ersten eigenen Veröffentlichungen erfolgten unter dem Pseudonym „Force Legato“ bei ZYX Music, wobei diese zunächst von Torsten Fenslau entdeckt und auf Platte gebracht wurden. 1992 trifft er auf Matthias Schindehütte (vom Frankfurter Label Harthouse) und kommt bei ihm mit seinem Techno-Projekt Spicelab unter Vertrag. Dieses Projekt entwickelte sich zu einem der Aushängeschilder der Frankfurter Techno-Szene. Auch mit anderen mittlerweile sehr bekannt gewordenen Künstlern der Techno-Szene produzierte Lieb zahlreiche Musikstücke (darunter beispielsweise Pascal FEOS und WJ Henze aka Gecko). 1993 veröffentlichte Lieb erstmals unter dem Pseudonym „LSG“ (auf Superstition), das er bis in die Gegenwart beibehalten hat. 1994 spielte er gemeinsam mit Stevie B-Zet (Steffen Britzke) die Musik für die Literatur-CD „Word“ von Rainald Goetz ein. Ebenfalls 1994 erfolgen Aufnahmen und später auch Auftritte mit Harald Großkopf unter dem gemeinsamen Pseudonym „The Ambush“.
Im Jahr 1995 entschied sich Oliver Lieb als einer der ersten Künstler für die Trennung von Harthouse und setzte fortan neben seinem eben selbst gegründeten Label Spy vs. Spice auf seine zahlreichen Veröffentlichungen auf anderen Labels (darunter viele auf dem Hamburger Label Superstition). Zusammen mit Torsten Stenzel wurden unter dem Namen Paragliders beispielsweise Trance-Auskopplungen geschaffen, die sehr sphärisch anmutende Komponenten mit positiven Harmonien verbanden.
Da Lieb sich nie auf einen bestimmten Musikstil begrenzen wollte, schuf er in diesem Zuge immer wieder neue Projekte, die jeweils ein neues Pseudonym erhielten. Bekannt wurde Oliver Lieb im Lauf der Zeit auch gerade durch seine zahlreichen Remixe für die unterschiedlichsten Künstler, die unter seinem richtigen Namen sowie mitunter auch unter einem seiner Pseudonyme veröffentlicht wurden.

## Produktion
Für seine Produktionen bevorzugt Oliver Lieb analoge Synthesizer. Dabei achtet er stets darauf, keine Geräte bzw. Klänge zu integrieren, die schon unzählige Male verwendet wurden (wie zum Beispiel der Roland TB-303) und deren Klangcharakter dem Hörer schon sehr gut bekannt sind. Oliver Liebs Musik besteht aus vielen ungewöhnlichen Tönen, Klängen und Geräuschen, die er meist zu unkonventionellen Melodien verwebt, unterlegt mit typischen Techno-Rhythmen.
Hin und wieder sind Interviews mit Oliver Lieb in bekannten Synthesizer-Fachzeitschriften abgedruckt, weil sein Studio-Equipment aus vielen seltenen und außergewöhnlichen Geräten besteht.
Filmmusik schrieb er für Alone in the Dark (2005).

## Pseudonyme
Oliver Lieb hat unter seinem eigenen Namen und unter zahlreichen Pseudonymen auf den bekanntesten Techno- und Trance-Labels veröffentlicht.
Seine Pseudonyme sind:
- Alpha Omega (Phoolish)
- Antimon (Federation of Drums, mit WJ Henze)
- Archon (Le petit prince)
- Arte Bionico (Superstition, mit Marcos Lopez)
- Azid Force (Superstition, mit Pascal FEOS)
- E.S.P. (DSB, mit Marcus Ghoreischian)
- Ecano (Bonzai, Tetsuo, Avantgarde)
- Force Legato (ZYX, mit Torsten Fenslau)
- Force Staccato (Abfahrt Records/ZYX, mit Marcus Ghoreischian)
- Freddy Spins (ZYX Records, mit Marcus Ghoreischian)
- Genetix (Millennium)
- Gobiman (Jerk)
- Infinite Aura (Harthouse, mit Pascal FEOS)
- Ivan (Superstition)
- Java (Eye Q Records, mit Dr. Atmo)
- L.S.G. (Superstition)
- Mark III (Methane)
- Metrixx (ZYX Records, mit Marcus Ghoreischian)
- Mindspace (No Respect)
- Mirage (Eye Q Records, mit Ralph Ruppert)
- Multiplicity (Dimension)
- Music to films (FAX +49-69/450464, mit Dr. Atmo)
- O.L. (Delirium)
- Paragliders (Superstition, mit Torsten Stenzel, später auch auf Tetsuo, Platipus)
- Phools Inc (Phoolish, Sidewalk)
- Psilocybin (Delirium, mit WJ Henze)
- Radical Impression (Swop)
- Sentinel (Logic, mit R. Flex)
- Smoked (Jerk)
- Snakemen (Universal Prime Breaks)
- S.O.L. (Superstition)
- Solieb (Maschine)
- Spicelab (Harthouse)
- Strike (Contacted)
- Superspy (Noom Records)
- The Ambush (Harthouse)
- Tiefenrausch (Ellipse, mit Axel Wirtz)
- True Minds (Techno Drome International/ZYX, mit Marcus Ghoreischian)

## Remixes
Oliver Lieb hat dutzende von Remixes gemacht. Darunter auch für Sven Väth (Ritual of Life), Resistance D (You were there), Faithless (Muhammad Ali), Yello (Crash und Desire), Human League (All I ever wanted), Kai Tracid (Tiefenrausch), Moby (James Bond Theme), Andreas Dorau, Mark ’Oh, Kamaya Painters und viele mehr.